# Beata Falk
Beata Falk, född 17 februari 1989, är en svensk orienterare som tävlar för OK Kåre i Falun, tidigare Hagaby GoIF. Hon är uppvuxen i Örebro. Hon har studerat naturvetenskap vid orienteringsgymnasiet i Eksjö och därefter studerat till läkare vid Linköpings universitet.
Falk har också provat på att tävla i friidrott. I denna sport representerar hon klubben IK Norrköping Friidrott.

## Övriga meriter orientering

### Silva Junior-cup
2007 3:a totalt (2 delsegrar)

2008 Totalsegrare (7 delsegrar)

### O-ringen
Totalsegrare 2008

3:a 2007

### Junior-VM
- Segrare stafett: Beata Falk, Lina Strand, Jenny Lönnkvist 2008

- 11:a Sprint 2009
- 37:a Lång 2009
- 13:a Medel 2009

### NOM
(Nordiska Mästersapen)
- 4:a Damjuniorer, stafett: Beata Falk, Sofia Adolfsson, Anna Forsberg

## Friidrott

### Personliga rekord
| Utomhus - 1 500 meter – 4:31,71 (Vellinge 27 augusti 2011) - 5 000 meter – 17:07,00 (Vellinge 28 augusti 2011) - 10 000 meter – 36:08,69 (Falun 20 augusti 2010) | Inomhus - 3 000 meter – 9:47,98 (Sätra 27 februari 2010) |